# 개망초
개망초(영어: annual fleabane, daisy fleabane 또는 eastern daisy fleabane)는 전 세계 온대 지방에 주로 서식하는 국화과의 두해살이풀이다. 망국초, 왜풀, 개망풀이라고도 한다. 북아메리카 원산의 귀화식물이다.

## 형태

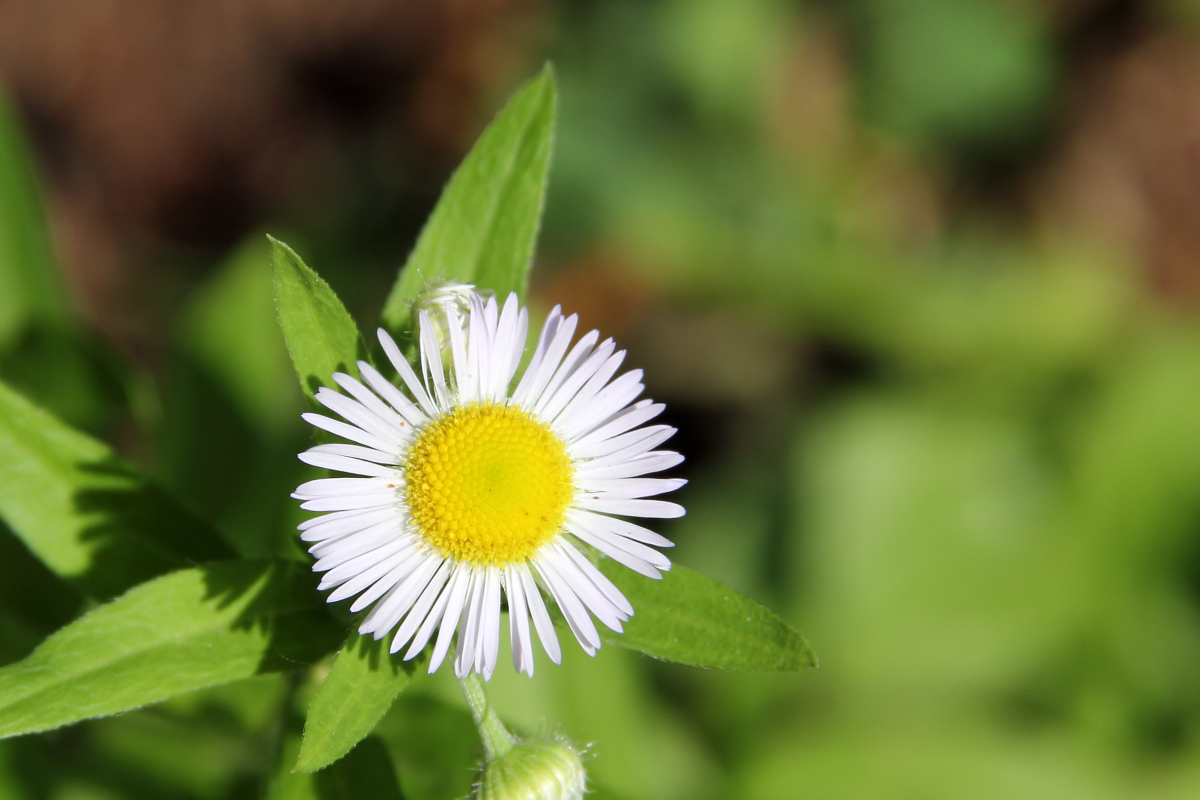
개망초 꽃

개망초는 주로 한해살이풀(1년생 식물)로 자라지만, 때때로 두해살이풀(2년생 식물)로 자라기도 한다. 줄기는 녹색이며 드물게 털이 나 있고, 단순하고 어긋난 잎을 가진 초본식물이다. 높이는 보통 30cm에서 150cm 사이까지 성장한다. 잎은 동일 속의 다른 종들과 비교했을 때 상대적으로 크고 많은 편이다. 특히 하위 잎과 근생엽(뿌리 근처의 잎)은 거칠게 톱니모양이거나 갈라져 있는 것이 특징으로, 이는 대부분의 다른 개망초속(Erigeron) 종들과 쉽게 구별되는 점이다. 상부 잎은 항상은 아니지만 때때로 톱니를 가지고 있으며, 바깥쪽 끝 부분에 몇 개의 거친 톱니가 있는 경우도 있다.
전체에 짧은 털이 있으며 가지를 조금 친다. 뿌리에서 나는 잎은 꽃이 필 때 시들고 긴 잎자루가 있으며 난형이고 톱니가 있다. 줄기잎은 어긋나고 밑의 것은 난형 또는 난상 피침형으로 길이 4~15미터, 나비 1.5~3미터이다. 잎 양면에 털이 있고 드문드문 톱니가 있으며 잎자루에는 날개가 있다. 위에 붙은 잎은 좁은 난형 또는 피침형으로 톱니가 있고 가장자리와 뒷면 맥 위에도 털이 있다. 관상화는 황색이다. 5~7월, 9~10월에 백색 또는 연자줏빛 꽃이 두상꽃차례를 이루고 가지 끝과 줄기 끝에 산방상으로 붙는다. 총포에 짧은 털이 있고 혀 모양의 화관은 길이 7-8밀리미터, 나비 1밀리미터 정도이다.
개망초의 꽃은 흰색의 설상화(혀꽃)와 노란색 중심부(관상화)를 가지고 있으며, 설상화는 흰색에서 옅은 자주색을 띤다. 개체에 따라 봄부터 가을까지 꽃이 피며, 설상화의 수는 40개에서 100개 사이이다.

## 분포 및 서식지
개망초는 북아메리카 및 중앙아메리카 원산이다. 미국 전역, 특히 동부 지역에서 광범위하게 분포하며, 서부 및 최남단 지역에서는 드문드문 나타나는 편이다. 한국, 유럽, 인도 및 아시아의 여러 지역을 포함한 세계 여러 곳에 도입되었다.
개망초는 햇빛이 잘 드는 곳부터 반그늘 지역까지 다양하게 자라며, 수분이 풍부한 환경에서 잘 자란다. 자갈이나 점토질을 포함한 다양한 토양 조건을 견딜 수 있는 내성이 있으며, 덥고 건조한 날씨에는 하위 잎이 누렇게 변하거나 시들기 쉽다.

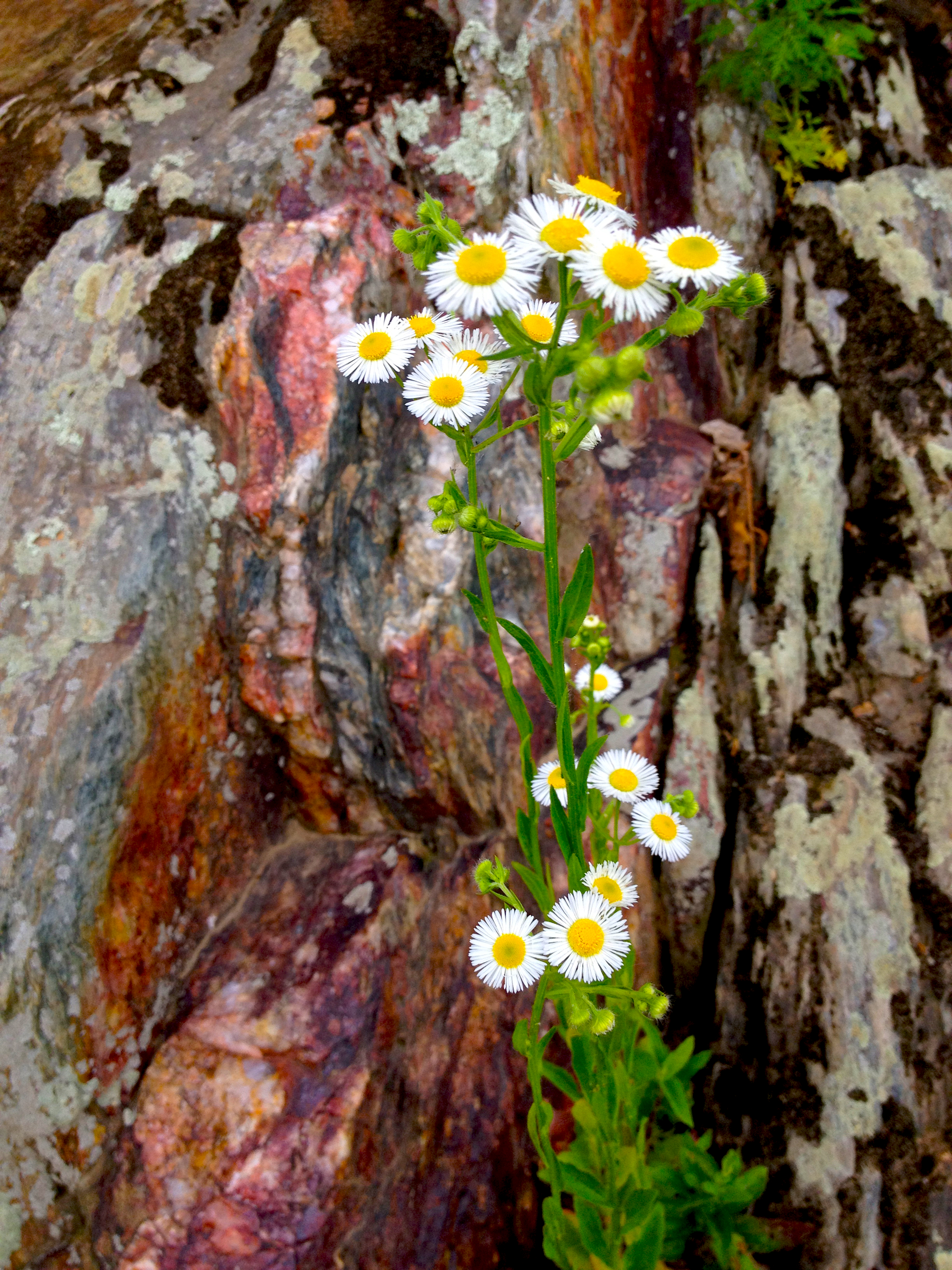
버지니아주 페어팩스군에서 촬영한 개망초.

## 생태
개망초는 교란된 지역에 우선적으로 자리잡는 선구종(pioneer species)으로, 목초지, 방치된 농지, 공터, 도로변, 철도 주변, 폐기장 등에서 흔히 발견된다. 이러한 서식지에서는 종종 외래 침입종 잡초들과 경쟁하여 성공적으로 자리잡는다.
개망초의 꽃은 다양한 벌에 의해 수분되는데, 여기에는 작은 어리호박벌, 뻐꾸기벌, 땀벌(할릭틴 벌), 가면벌 등이 포함된다. 또한 꽃에는 다양한 파리류도 방문하며, 이들에는 꽃등에, 재니등에, 기생파리, 쉬파리, 기타 파리과 종들이 포함된다. 그 외에도 일부 말벌, 소형 나비류 및 꽃꿀을 찾는 곤충들, 그리고 꽃가루를 섭취하는 몇몇 딱정벌레가 꽃을 찾기도 한다.
링스꽃나방(Schinia lynx)의 유충은 개망초 및 관련 식물의 꽃과 씨앗을 먹으며, 광역노린재(Lygus lineolaris)는 식물의 즙을 흡수한다. 양, 마멋(groundhog), 토끼 등 일부 포유류도 잎, 꽃, 줄기 등을 섭취한다.

## 쓰임새
어린 잎은 식용하고, 한방에서 감기·학질·전염성감염·위염·장염·설사·항암치료(암세포의 세포 자살) 등에 사용한다.

## 사진

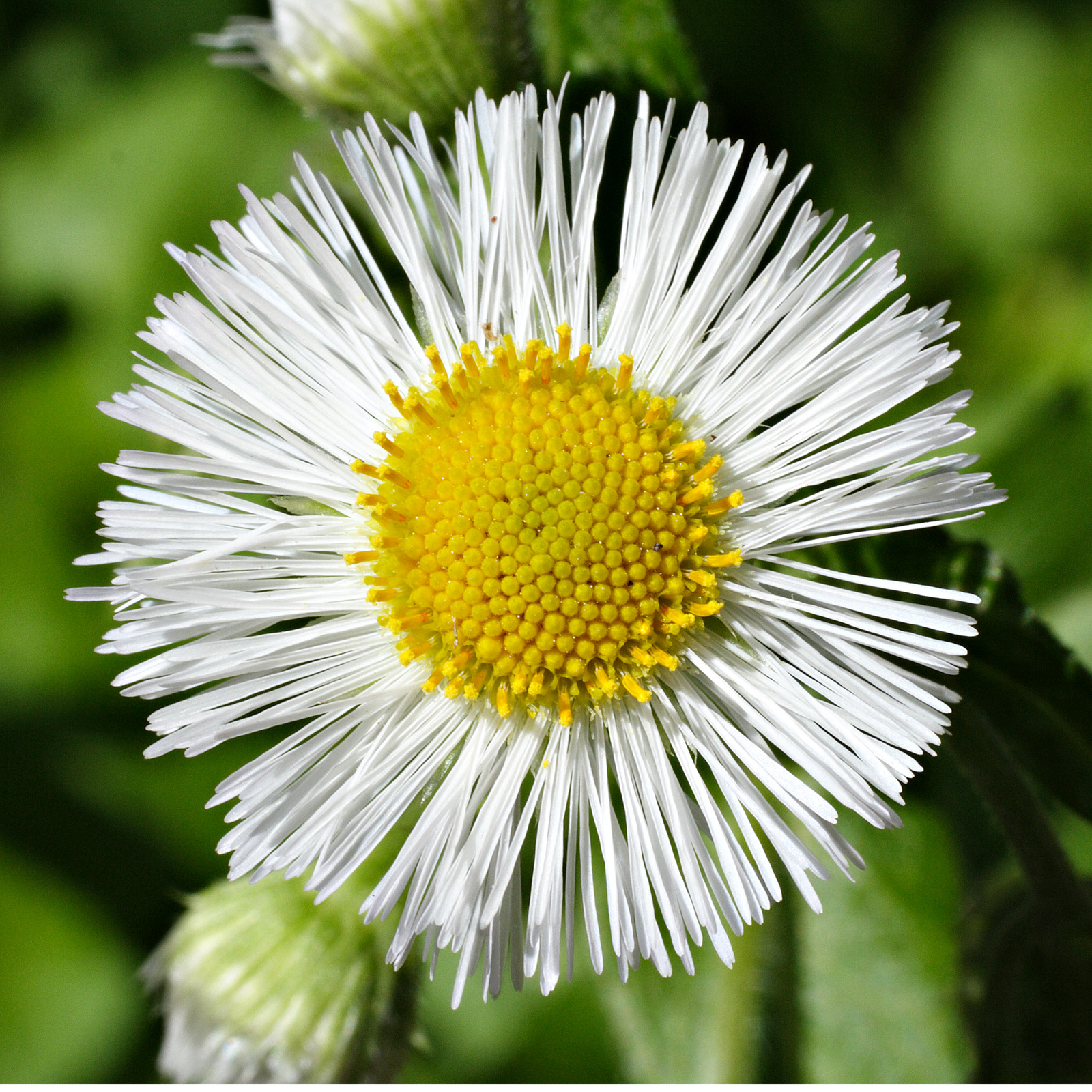
꽃
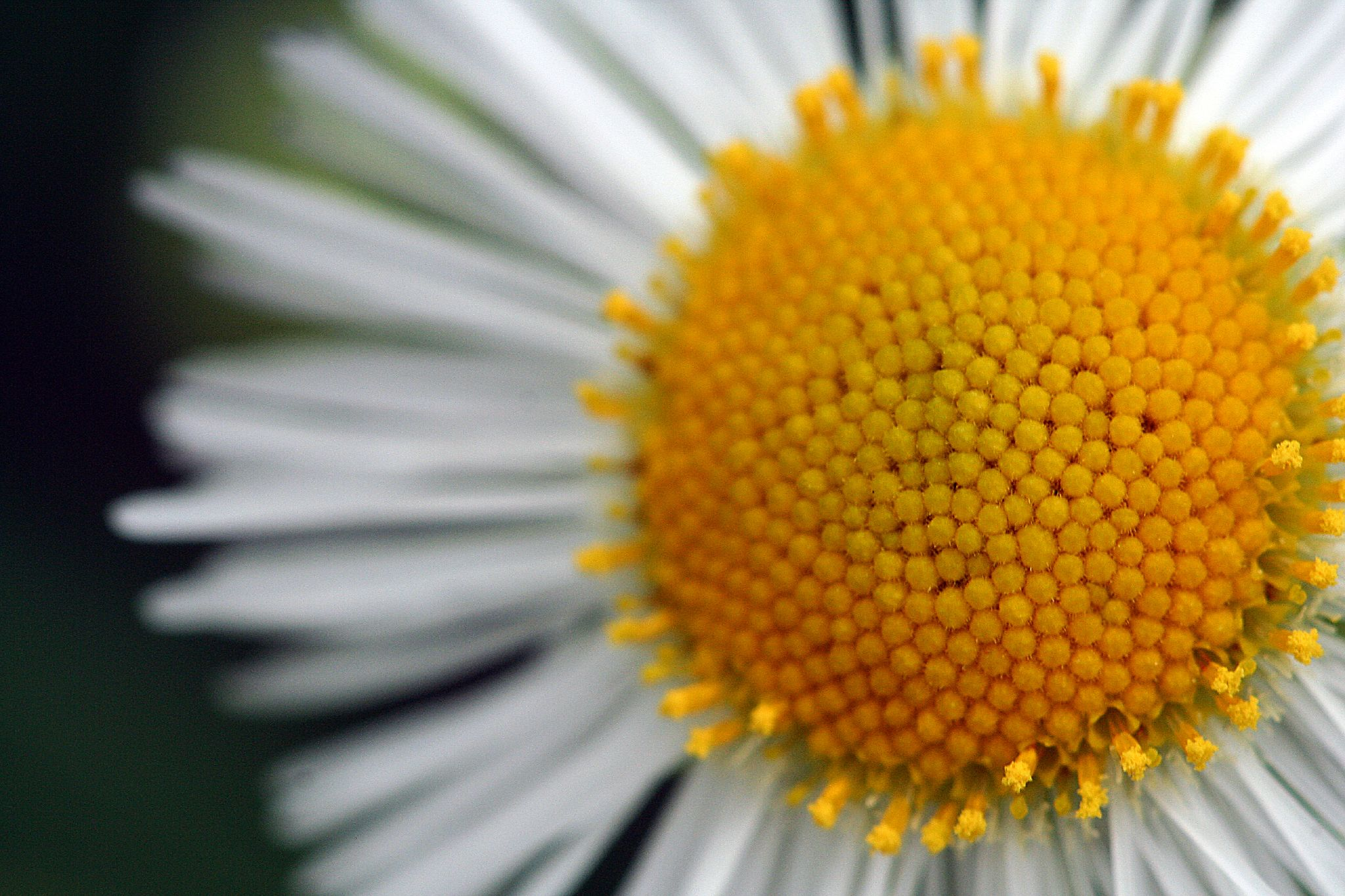
가까이에서 본 두상화
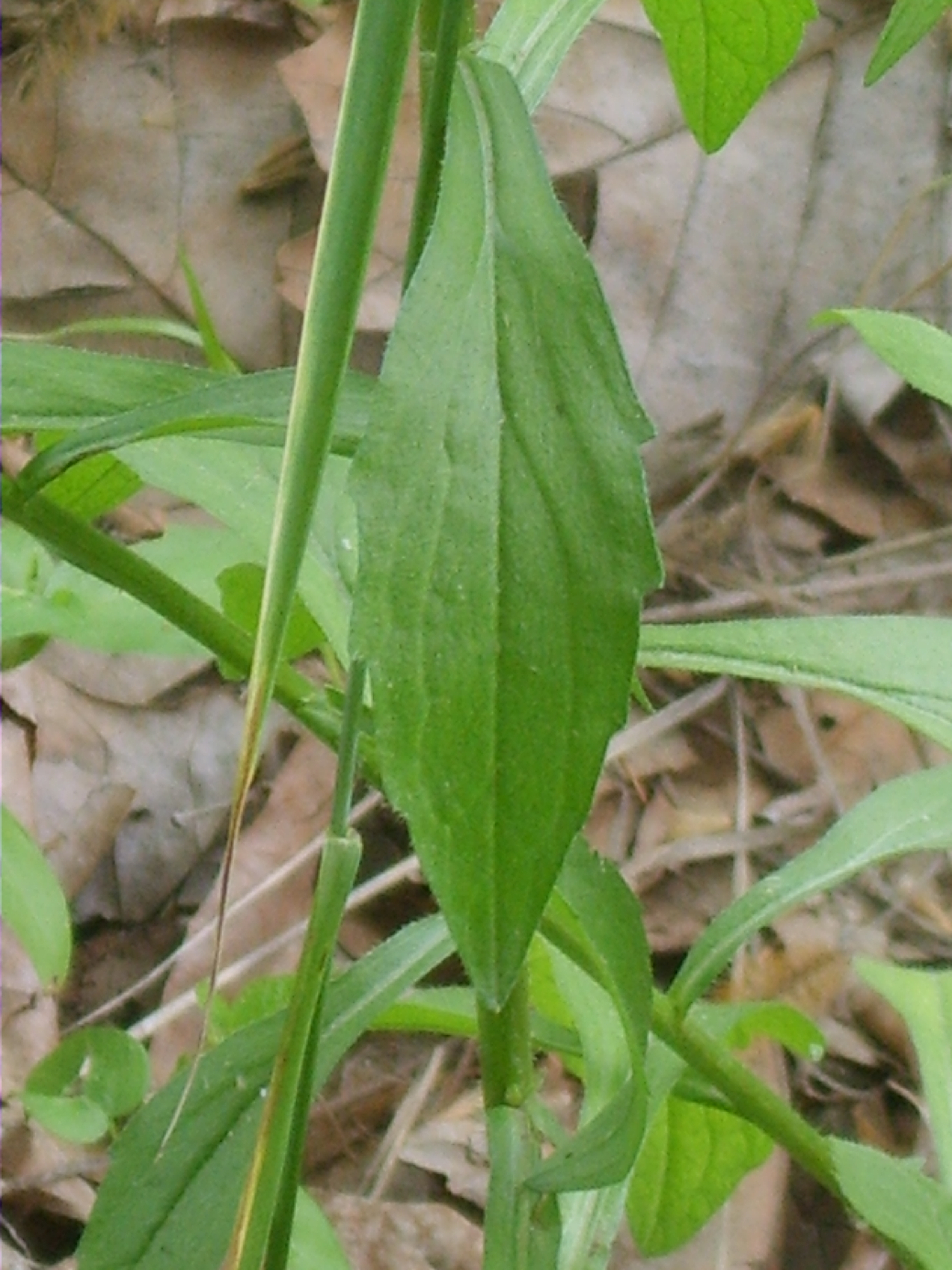
잎
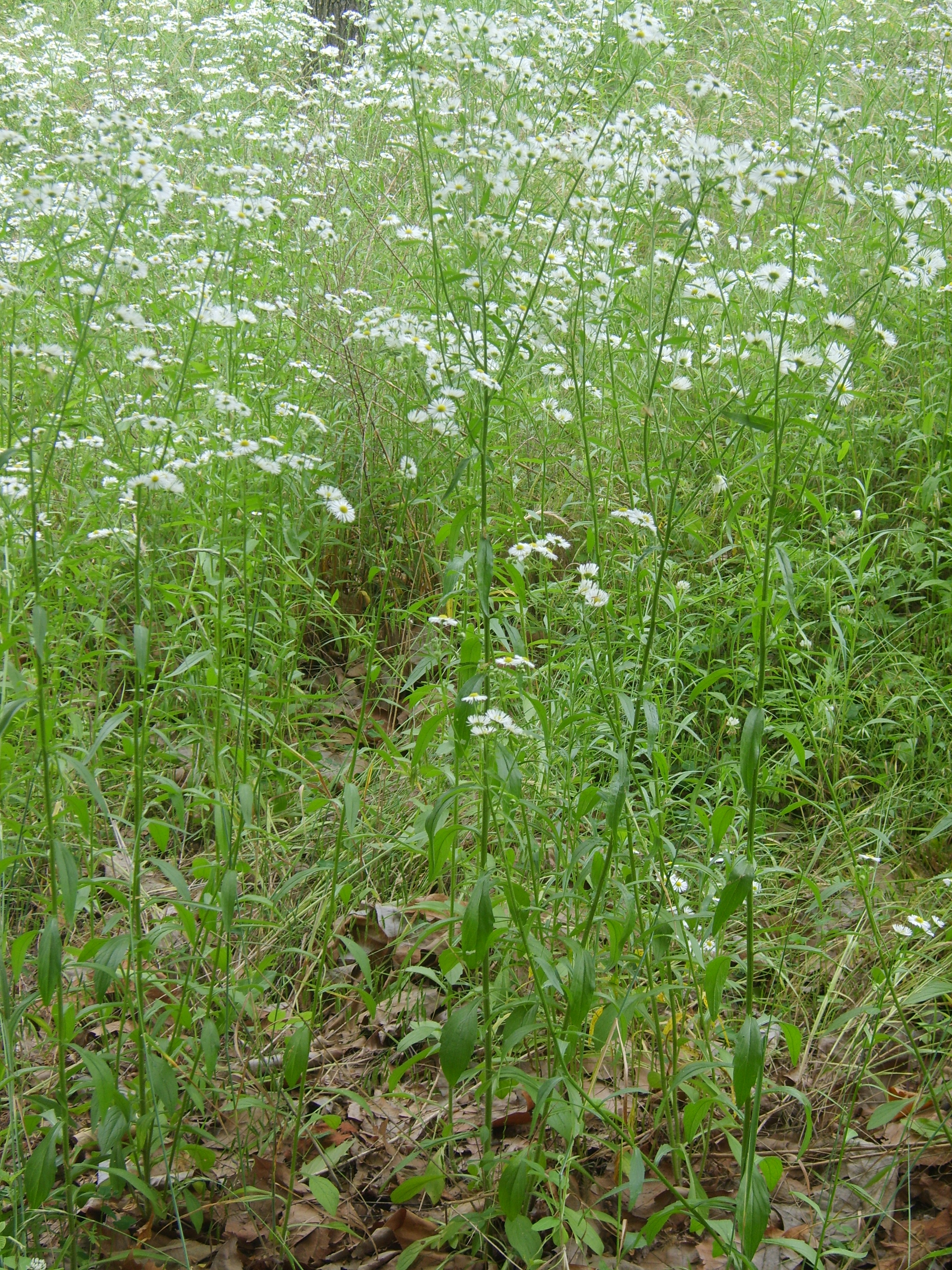
무리지어 꽃 핀 모습
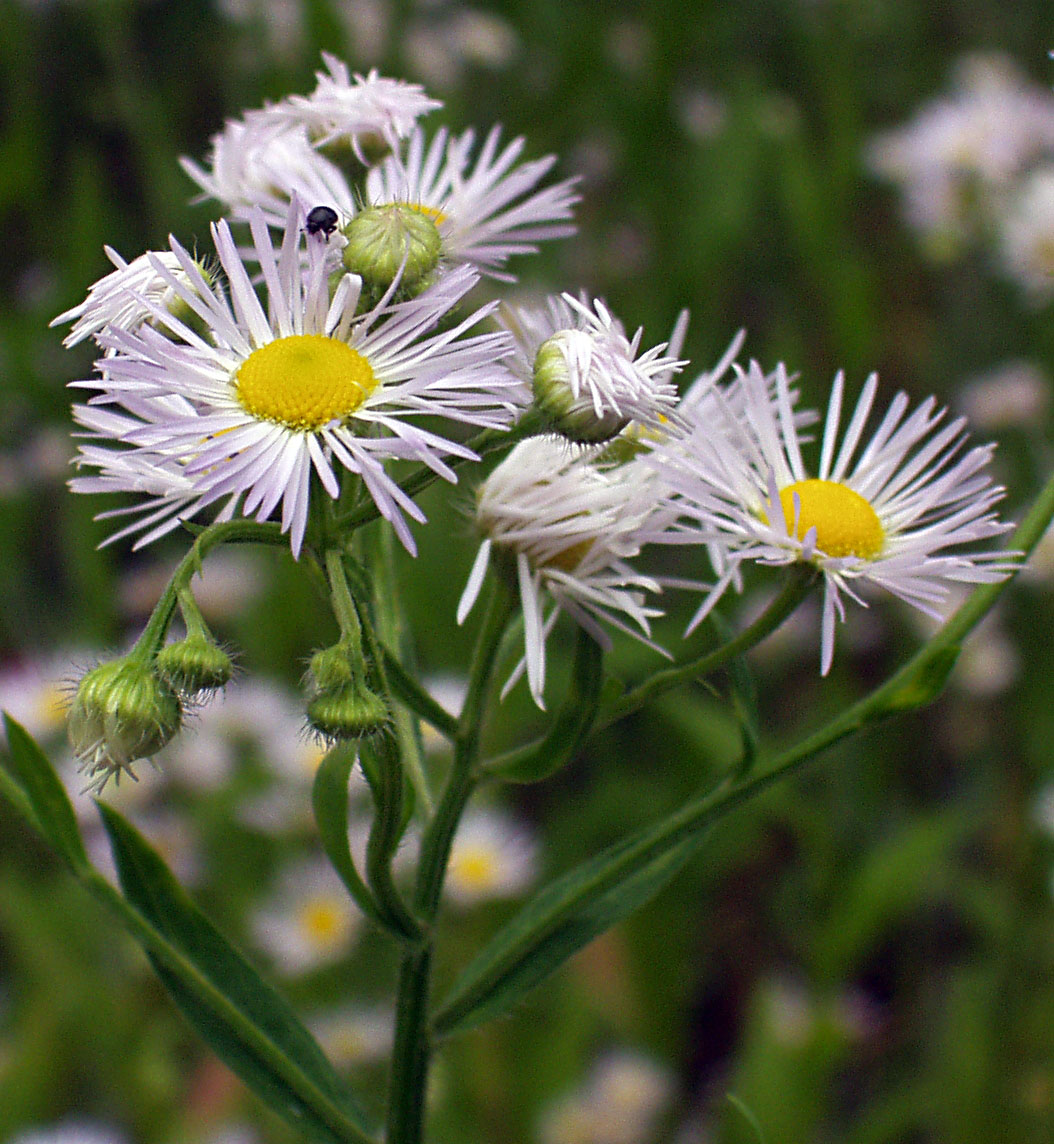
꽃 핀 개망초

## 문학 속의 개망초
| “ | 개망초가 피었다 공중에 뜬 꽃별, 무슨 섬광이 이토록 작고 맑고 슬픈가 … | ” |
|   | — 문태준.〈번져라 번져라 病이여〉,《가재미》(문학과지성사, 2006)      |   |